# Ferenc Mészáros (futbolista nacido en 1950)
Ferenc Mészáros (Budapest, 11 de abril de 1950-9 de enero de 2023) fue un futbolista y entrenador de fútbol húngaro que jugaba en la posición de guardameta.

## Biografía
Nacido en Budapest, Hungría, Mészáros jugó fútbol en equipos de Hungría y Portugal para VM Egyetértés, Vasas SC, Sporting CP, Farense, Győri ETO y Vitória Setúbal.
Mészáros jugó un total de veintinueve partidos con Hungría, y los representó en las Copas del Mundo de Argentina en 1978 y de España en 1982.

## Carrera

### Club
| Periodo   | Club            |
| --------- | --------------- |
| 1968      | VM Egyetértés   |
| 1969–1981 | Vasas SC        |
| 1981–1983 | Sporting CP     |
| 1983–1984 | SC Farense      |
| 1984–1986 | Győri ETO FC    |
| 1986–1989 | Vitória Setúbal |

### Selección nacional
Jugó en 29 ocasiones con Hungría de 1973 a 1988 y jugó dos veces en la Copa Mundial de Fútbol.

### Participaciones en Copas del Mundo
| Mundial                        | Sede      | Resultado    |
| ------------------------------ | --------- | ------------ |
| Copa Mundial de Fútbol de 1978 | Argentina | Primera Fase |
| Copa Mundial de Fútbol de 1982 | España    | Primera Fase |

### Entrenador
Dirigió al Vasas SC en la temporada de 1989/90.

## Logros
- NBI (1): 1976-77.
- Copa de Hungría (2): 1972-73, 1980-81.
- Primeira Liga (1): 1981-82.
- Copa de Portugal (1): 1981-82.